# Tritopatores
Dans la religion et la mythologie grecques, les Tritopatores (en grec ancien Τριτοπάτορες, romanisés : Tritopátores, lit. 'triple-ancêtres') sont trois dieux du vent bienveillants qui furent adorés à Athènes comme divinités du mariage, de la naissance et de la maisonnée. Ils sont mentionnés dans le lexique de la Souda, une œuvre byzantine du dixième siècle après J.-C., et plusieurs autres inscriptions grecques.

## Mythologie
Les Tritopatores sont mentionnés dans la Souda, un lexique byzantin du dixième siècle, ils y sont décrits comme des dieux du vent d’Athènes (ou gardiens des vents) priés par les Athéniens qui leur offrent des sacrifices lorsqu’ils sont sur le point de se marier ou souhaitent concevoir des enfants. La Souda précise que certains auteurs font d’eux les premiers-nés de tous, tandis que d’autres en font des enfants de la déesse terrestre Gaïa par le dieu-soleil Hélios (souvent identifié avec Apollon). Le texte leur donne pour noms Amalceides, Protocles et Protocleon (en grec ancien : Ἀμαλκείδης, Πρωτοκλῆς et Πρωτοκλέων), mais ajoute aussi qu’ils sont alternativement connus sous les noms de Cottus, Briareareon et Gyges, les amalgamant alors avec les Hécatonchires, un ensemble de descendants de Gaia par le ciel-dieu Ouranos.
Philochore présente lui aussi les Tritopatores comme les premiers-nés, ancêtres des humains, nés de l’Apollon Héliosien et de Gaïa ou d’Ouranos et de Gaïa. L’aristocrate byzantin interprète leur nom comme signifiant « arrière-grand-pères ».

## Culte
Le culte des Tritopatores était un culte du type d’adoration des ancêtres d’un groupe particulier, dans ce cas les Athéniens. Des cultes et festivals en l’honneur des trois sont attestés dans la région plus vaste de l’Attique et à Délos, Sélinonte, Trézène et Cyrène, influencées par Athènes. Furtwangler a suggéré que le personnage à trois corps du fronton de l’Hécatompédon, dans l’Acropole d’Athènes, est censé représenter les Tritopatores, en se basant sur le préfixe tri- (« trois ») de leur nom ; Cela étant dit, il n’y a aucune preuve que les Tritopatores ont jamais été pensé pour être trois corps avec une seule queue, car ils sont trois êtres distincts.